# Elaphria stenonephra
Elaphria stenonephra là một loài bướm đêm trong họ Noctuidae.